# Bitwarden
Bitwarden – otwartoźródłowy menedżer haseł i sejf umożliwiający przechowywanie zaszyfrowanych danych w ramach konta internetowego. Jest wyposażony w interfejs internetowy, a oprócz tego oferuje rozszerzenia dla różnych przeglądarek internetowych oraz aplikacje komputerowe i mobilne.
Współpracuje z najpopularniejszymi przeglądarkami internetowymi i umożliwia automatyczne wprowadzanie danych dostępu, wraz z funkcją generatora haseł. Możliwa jest synchronizacja danych między różnymi przeglądarkami i urządzeniami. Usługa oferuje również sejf na dodatkowe informacje i różnego rodzaju notatki.
Podstawowa wersja usługi jest dostępna bezpłatnie. Bitwarden Premium umożliwia m.in. przechowywanie plików w ramach szyfrowanej przestrzeni (1 GB), daje dostęp do dodatkowych opcji uwierzytelniania dwuskładnikowego (2FA), a także raportów dotyczących higieny haseł, stanu konta i naruszeń bezpieczeństwa.
Usługa została uruchomiona w 2016 roku. Początkowo była dostępna w formie aplikacji na systemy mobilne (Android i iOS) oraz rozszerzeń dla przeglądarek Google Chrome i Opera, przy czym opracowano także interfejs w postaci serwisu internetowego. W lutym 2017 r. został wydany dodatek dla przeglądarki Firefox, a w styczniu 2018 r. udostępniono jego odpowiednik dla przeglądarki Safari w systemie macOS.
Bitwarden został zaimplementowany w przeglądarce Brave jako dodatkowy menedżer haseł.